# Sainte-Thorette
Sainte-Thorette település Franciaországban, Cher megyében. Lakosainak száma 473 fő (2022. január 1.). Sainte-Thorette Marmagne, Mehun-sur-Yèvre, Morthomiers, Plou, Preuilly, Quincy és Villeneuve-sur-Cher községekkel határos.

## Népesség
A település népessége az elmúlt években az alábbi módon változott:
| Lakosok száma | 284  | 366  | 426  | 482  | 467  | 474  | 480  | 478  | 476  | 473  |
|               | 1968 | 1982 | 1990 | 2006 | 2013 | 2015 | 2017 | 2019 | 2020 | 2022 |